# Batallón de Aviación de Apoyo de Combate 601
El Batallón de Aviación de Apoyo de Combate 601 (B Av Apy Comb 601) es una unidad táctica de la tropa de aviación del Ejército Argentino con asiento en Campo de Mayo y con dependencia orgánica de la Agrupación de Aviación de Ejército 601.

## Reseña
Creado en 2013 surgió con la fusión del Escuadrón de Aviación de Apoyo de Inteligencia 601 (Esc Av Apy Icia 601) y el Escuadrón de Aviación de Apoyo General 603 (Esc Av Apy Grl 603) resuelta por el jefe del Estado Mayor General del Ejército para optimizar el sistema logístico del Comando de Aviación de Ejército.
En 2020 prestó apoyo en la operación de protección civil "General Belgrano" con tareas de apoyo a la comunidad y ayuda humanitaria desplegada por las Fuerzas Armadas de la Nación durante la pandemia de COVID-19 en la Argentina y bajo la conducción del Estado Mayor Conjunto junto con el Ministerio de Defensa.

## Material aéreo
- de Havilland Canada DHC-6 Twin Otter. Uno de la versión DHC-6-200 y otro de la versión DHC-6-300. Provienen del Escuadrón 603.[4]
- CASA C-212-200 Aviocar. Tres unidades, uno incorporado en 2013 y dos en 2015.[5]